# Alexander G. Schäfer
Alexander Gerhard Schäfer (* 25. Januar 1965 in Ost-Berlin) ist ein deutscher Schauspieler, Regisseur und Drehbuchautor.

## Leben
Alexander Schäfer wuchs in Ost-Berlin auf. Sein Vater ist der Schauspieler Gerd E. Schäfer und sein Bruder ist der Friseur Frank Schäfer.
Erste Theaterengagements als Bühnendarsteller hatte Schäfer am Hebbel-Theater, an der Staatsoper Unter den Linden und an der Comödie Dresden. Seit der Wiedervereinigung ist Schäfer als freischaffender Künstler tätig. Er trat als Schauspieler vor der Kamera in mehreren Filmen und Fernsehserien auf. Er inszenierte als Regisseur mehrere Theaterstücke, Musicals, Varieté-Shows und Kabarett-Programme. Er ist zudem als Drehbuchautor tätig.
Schäfer lebt in Berlin. Er hat eine Tochter und einen Sohn.

## Filmografie (Auswahl)
- 2001–2018: Schloss Einstein (Fernsehserie, verschiedene Rollen)
- 2002: Für alle Fälle Stefanie (Fernsehserie, 1 Folge)
- 2007: Siebenstein (Fernsehserie)
- 2011: Die Stein (Fernsehserie, 1 Folge)
- 2017: Kerstin Ott – Lebe laut (Musikvideo)